# Artoria lineata
Artoria lineata là một loài nhện trong họ Lycosidae.
Loài này thuộc chi Artoria. Artoria lineata được Ludwig Carl Christian Koch miêu tả năm 1877.